# IEEE 802.3ad

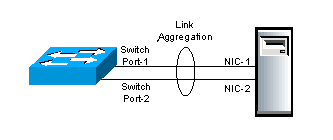
Agrégation de liens entre un commutateur et un serveur.

IEEE 802.3ad, ou Link Aggregation Control Protocol (LACP) est un protocole de niveau 2 du modèle OSI qui permet de grouper plusieurs ports physiques en une seule voie logique.
La norme décrit l'utilisation de multiples câbles réseau Ethernet en parallèle pour augmenter la rapidité du lien au-delà des limites d'un câble ou d'un seul port, et d'accroître la redondance pour une plus grande disponibilité.

## Avantages
- Tolérance aux pannes (failover)
- Répartition de charges (load balancing).

## Répartition
LACP permet un maximum de 16 ports dont 8 actifs.
Au niveau de chaque extrémité LACP il est possible de définir une politique de choix du port de sortie qui déterminera par quel port sortira une trame. La répartition du trafic se fait par un hash XOR ("eXclusive OR" ou "OU exclusif") en fonction des arguments sélectionnables suivants :
- les adresses MAC (source et ou destination)
- les adresses IP (source et ou destination)
- le port applicatif (destination)

Chaque flux réseau entre deux ordinateurs passera toujours par un seul port pour éviter les problèmes de réordonancement à l'arrivée. Par exemple une connexion iSCSI entre un serveur et une baie de disques via un groupe LACP utilisera toujours un seul port du début à la fin. En effet les adresses MAC, IP (source et destination) et les numéros de ports pour une même connexion iSCSI sont des constantes. Le débit nominal n'est donc pas toujours égal à la somme des débits de chaque port.
Dans des cas extrêmes il pourra être judicieux de changer un des paramètres (MAC, IP ou port) pour maximiser le débit.

## Configuration des portsEthernet
Les modes possibles pour un port sont : 
- active : active le LACP inconditionnellement (la machine connectée doit supporter le LACP)
- passive : active le LACP seulement si détecté (généralement le mode par défaut)

Tous les ports d'un groupe doivent obligatoirement être paramétrés à la même vitesse, même duplex (full/half), même VLAN, même mode (access/trunk).

## Instrumentation
Détermination du switch maître :
- La plus petite priorité est la meilleure, 2768 par défaut, 2 octets de priorité et 6 octets de MAC address.
- En cas d'égalité, la plus petite adresse MAC du switch permet de départager.
- Le switch maître détermine à tout moment quels ports sont actifs dans le groupe.

- Les ports sont désactivés, actifs ou secours.
- La priorité par défaut d'un port est 32768 (2 octets).
- Tous les ports ayant la même plus basse priorité sont actifs, les suivants sont secours.
- LACP permet un maximum de 16 ports dont 8 actifs.

C'est l'équivalent standard du protocole propriétaire Cisco PAgP.